# Brigate rosse per la costruzione del Partito comunista combattente
Les Brigate rosse per la costruzione del Partito comunista combattente (BR-PCC, Brigades Rouges pour la Construction du Parti communiste combattant) étaient un groupe terroriste italien d'extrême gauche, fondé à la suite de l'éclatement des Brigades rouges en plusieurs tendances au début des années 1980. L'organisation est placée sur la liste officielle des organisations considérées comme terroristes par les États-Unis et l'était jusqu'en 2009 sur celle de l'Union européenne mais n'apparait plus en 2010.

## Historique
L'enlèvement le 17 décembre 1981 du général américain de l’OTAN James Lee Dozier (libéré par la police le 28 janvier 1982) à Padoue conduisit à la rupture des Brigate rosse-Partito guerriglia del proletariato metropolitano, la majorité des brigadistes se regroupent alors dans les BR-PCC dès décembre 1981 à la suite de la décision de la Direzione Strategica des Brigades rouges.  Dès le 30 décembre, une micro-scission de la colonne vénitienne se fait : la Colonne 2 août. 
En 1984-1985, une nouvelle scission plus mouvementiste (Seconda Posizione) prend le nom de Unione dei Comunisti Combattenti. En 1988, l'organisation s'allie avec la Rote Armee Fraktion. À la suite des vagues successives d'arrestations, les BR-PCC disparaissent en 1988. Il semble que les derniers brigadistes en liberté se soient rassemblés dans les Cellula per la Costruzione del Partito Comunista Combattente et les Nuclei Comunisti Combattenti per la costruzione del Partito Comunista Combattente.
En 1999, l'appellation réapparaît, utilisée par ceux que les journaux nommeront les Nuove Brigate Rosse (Nouvelles Brigades rouges), responsables des assassinats de Massimo D'Antona (20 mai 1999), de Marco Biagi (19 mars 2002) et d'Emanuele Petri (2 mars 2003). 
En 2003, le groupe est démantelé par la police italienne. Nadia Desdemona Lioce (déjà condamnée à perpétuité pour une fusillade meurtrière), Roberto Morandi, Marco Mezzasalma, Simone Boccaccini et Diana Blefari Melazzi furent condamnés à la prison à perpétuité par la cour d'assises de Bologne.